# Cystostemon hispidissimus
Cystostemon hispidissimus är en strävbladig växtart. Cystostemon hispidissimus ingår i släktet Cystostemon, och familjen strävbladiga växter.

## Underarter
Arten delas in i följande underarter:
- C. h. hispidissimus
- C. h. zambiensis